# Master's Hammer
I Master's Hammer sono un gruppo musicale black metal ceco, formatosi a Praga nel 1987.

## Formazione

### Membri attuali
- František "Franta" Štorm - voce, chitarra, batteria
- Tomáš "Necrocock" Kohout - chitarra
- Honza "Silenthell" Přibyl - timpani
- Jan "Honza" Kapák - batteria
- Petr "Blackie" Hošek - chitarra

### Ex membri
- Milan "Bathory" Fibiger - basso
- František "Ferenc" Fečo - batteria
- Míla Křovina - chitarra
- Ulric For (Oldřich "Olda" Liška) - timpani
- Carles R. Apron (Karel Zástěra) - timpani
- Tomáš "Monster" Vendl - basso[3]
- Miroslav "Mirek" Valenta - batteria
- Vlastimil "Vlasta" Voral - tastiera

## Discografia

### Album in studio
- 1991 - Ritual
- 1992 - Jilemnický Okultista
- 1995 - Šlágry
- 2009 - Mantras
- 2012 - Vracejte konve na místo
- 2014 - Vagus Vetus
- 2016 - Formulæ
- 2018 - Fascinator

### Demo
- 1987 - The Ritual Murder
- 1988 - Finished
- 1989 - Live in Zbraslav 18.5.1989
- 1989 - The Mass
- 1990 - The Fall of Idol
- 1992 - Jilemnický Okultista

### Raccolte
- 2001 - Ritual/Jilemnický Okultista

### Split
- 1990 - Ultra Metal (con i V.A.R., Debustrol, Moriorr, Ferat e Kabát)

### EP
- 1992 - Klavierstück

### Singoli
- 2012 - 7"SP